# Švédské tažení do Ruska

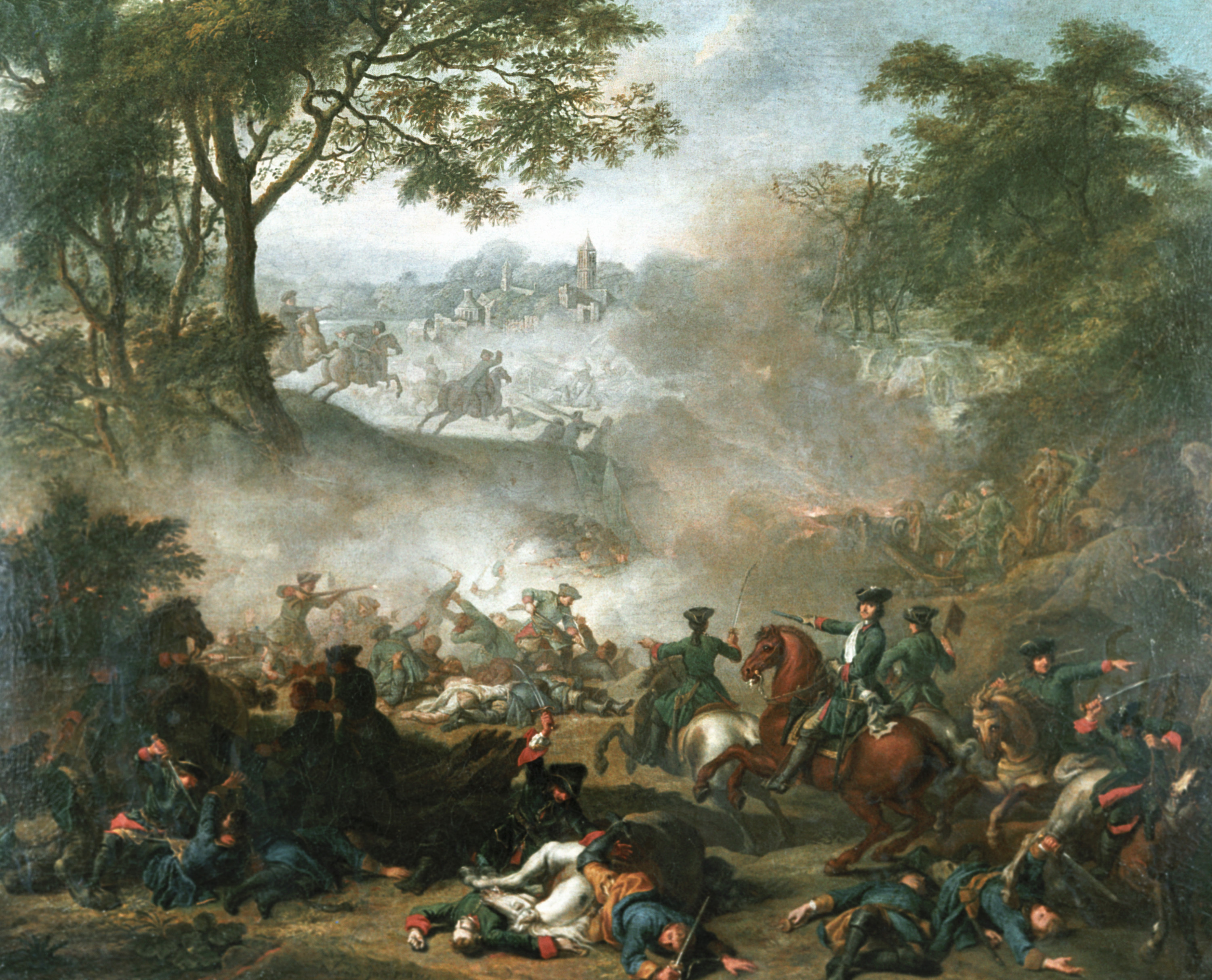
Bitva u Lesné

Švédské tažení do Ruska bylo součástí severní války.

## Pozadí

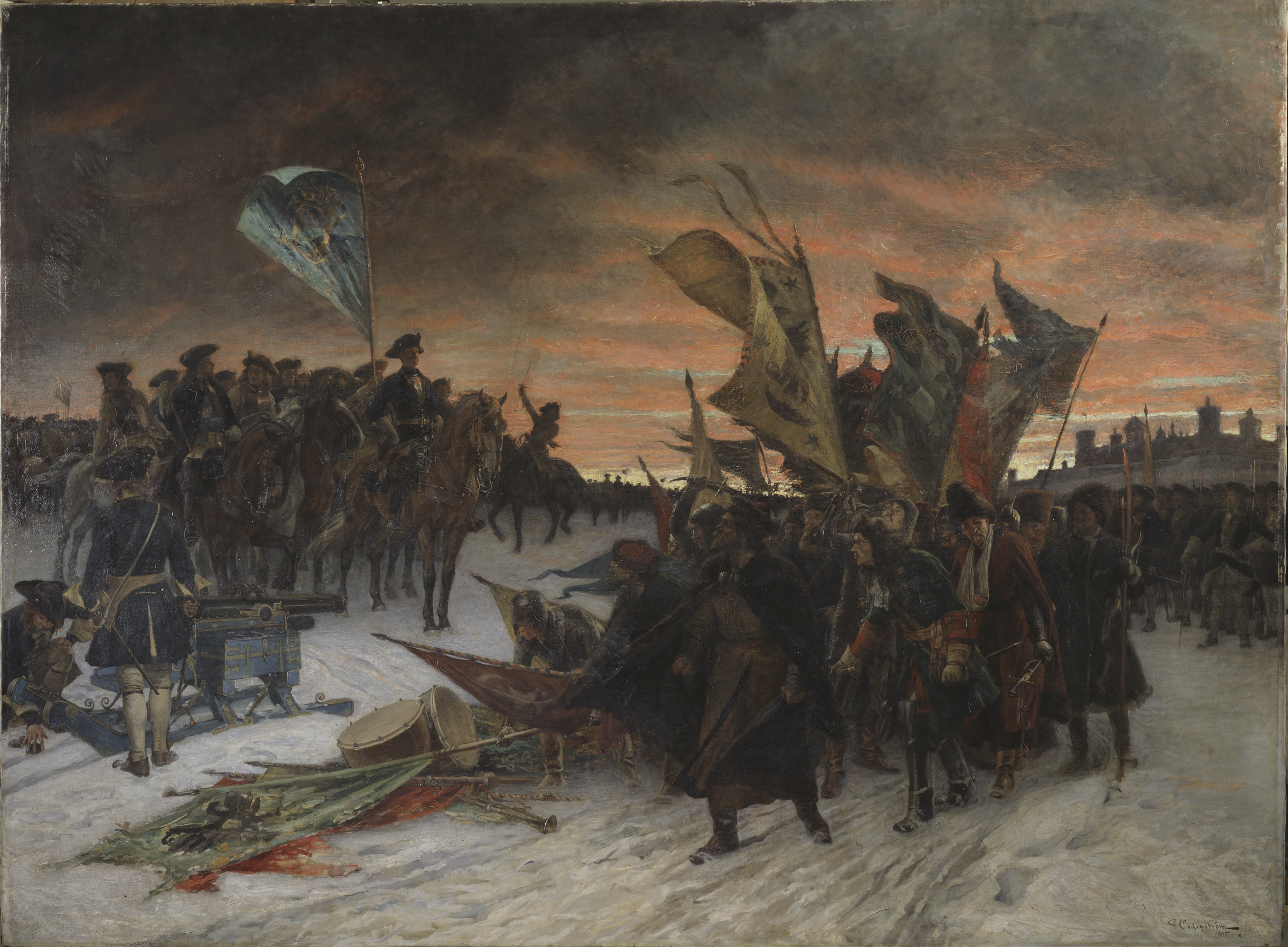
Bitva u Narvy

Roku 1700 začala severní válka, v níž stálo Rusko a jeho spojenci proti Švédsku. Hned na začátku utrpělo Rusko těžkou porážku u Narvy, ale švédský král Karel XII. se poté obrátil proti Polsku a Sasku, čímž dal Rusům možnost vzpamatovat se, čehož plně využili. Po úspěších, jichž dosáhli Švédové proti Sasům a Polákům, se chystali zaútočit na Rusko. K prvnímu pokusu došlo počátkem roku 1706, ale po neúspěchu u Grodna se znovu obrátil do Saska, kde dosahoval dalších úspěchů.

## Tažení

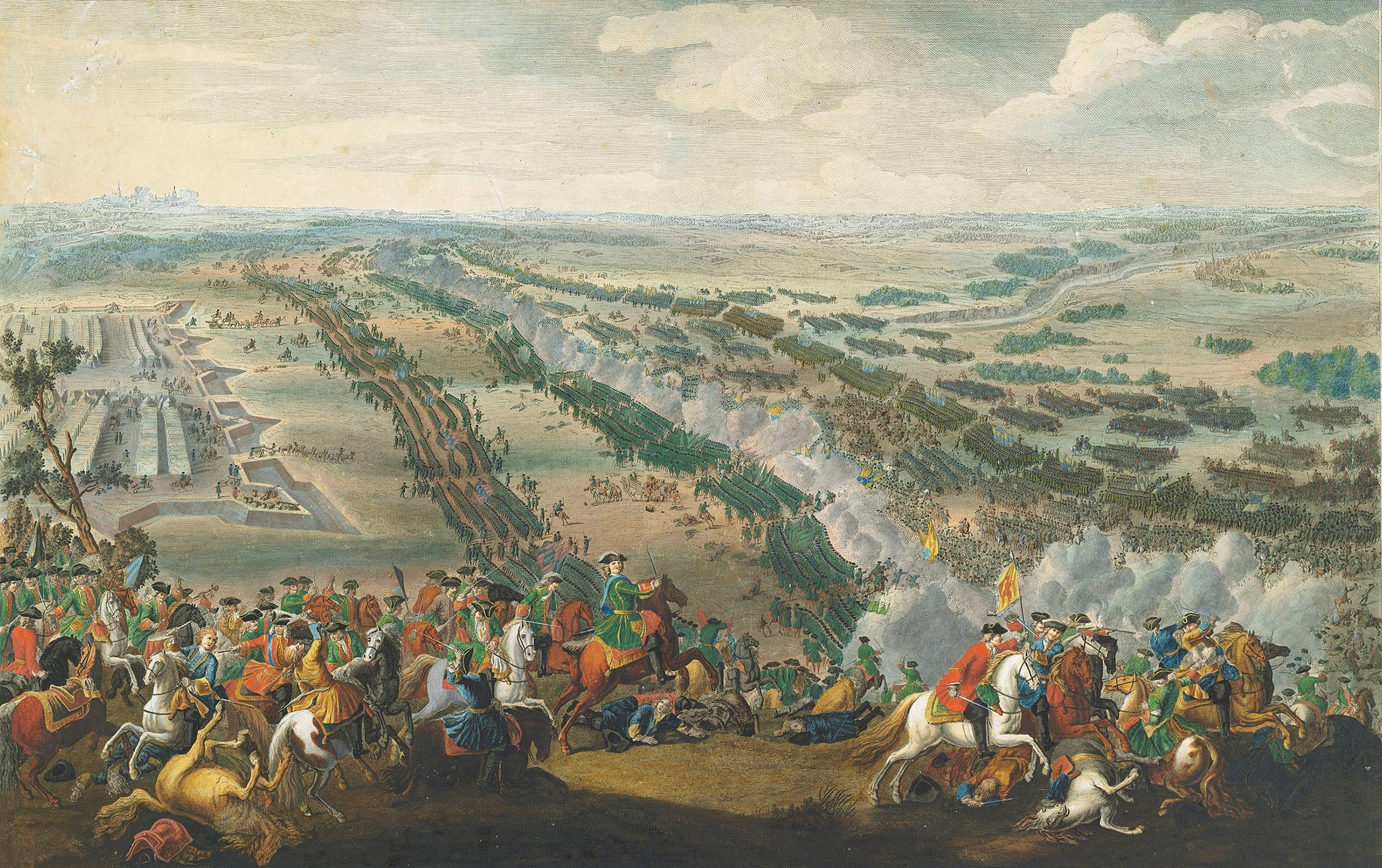
Bitva u Poltavy

Tažení začalo v září roku 1707, kdy Karel XII. vytáhl s armádou čítající 43 000 mužů do Ruska a v lednu roku 1708 dosáhl Karel XII. Grodna, kde po malé bitvě přiměl cara ustoupit. V dalších bitvách znovu Rusy porážel, ale nepovedlo se mu je donutit ke generální bitvě, což to nakonec vedlo k tomu, že Karlův postup se obrátil na Ukrajinu, kde se Karel XII. chtěl spojit s ukrajinským hetmanem Mazepou. 
Mazepa toužil po úplné samostatnosti Ukrajiny a proto přijal, ale když se o tom car dozvěděl, nechal vypálit jeho sídelní město Baturin; Mazepa navíc nepřivedl tolik kozáků, kolik bylo třeba. Generál Lewenhaupt, jenž měl přivézt posily a zásoby, byl poražen u Lesné. V dubnu 1709 oblehl Karel XII. Poltavu.
Pro Rusy bylo důležité ubránit Poltavu, a proto se car Petr I. vydal se silnou armádou Poltavě na pomoc. Navíc byl Karel XII. 27. května zraněn na noze a musel být na nosítkách. Přesto se Karel XII. rozhodl pro bitvu, k níž došlo 8. července 1709. Bitva u Poltavy skončila drtivým vítězstvím Rusů a zbytky švédské armády kapitulovaly u Perevoločné. Karel musel po bitvě uprchnout do Turecka a válka se obrátila v neprospěch Švédska.

## Následky
Tažení skončilo pro Švédsko katastrofou a do konce války se už jen bránilo. Nystadský mír z roku 1721 znamenal pro Rusko získání Livonska, Estonska, Ingrie a části Karélie. Navíc se Rusko stalo skutečnou evropskou velmocí, zatímco Švédsko se vzdalo výbojné politiky.